# ريكاردو خيريث جونيور
ريكاردو خيريث جونيور (بالإسبانية: Ricardo Jerez) هو لاعب كرة قدم غواتيمالي في مركز حراسة المرمى، ولد في 4 فبراير 1986 في مدينة غواتيمالا في غواتيمالا. شارك مع منتخب غواتيمالا لكرة القدم. أما مع النوادي، فقد لعب مع أليانزا بتروليرا وكوبان إمبيريال وميونيسيبال ونادي رينتيستاس ونادي كوميونيكيشنس.

## وصلات خارجية
- ريكاردو خيريث جونيور على موقع الاتحاد الدولي (مؤرشف)  (الإنجليزية)
- ريكاردو خيريث جونيور على موقع قاعدة بيانات كرة القدم.إي يو (الإنجليزية)
- ريكاردو خيريث جونيور على موقع ناشيونال فوتبول تيمز (الإنجليزية)
- ريكاردو خيريث جونيور على موقع AS.com (الإسبانية)